# Fredi Pankonin
Fredi Pankonin (oder Fredy, * 27. Februar 1927 in Berlin; † 2. Dezember 2018) war ein deutscher Handballtorwart.
Pankonin spielte zunächst in seinem Berliner Heimatbezirk Weißensee und dann, als Pendler zwischen Ost- und Westberlin, solange das noch möglich war, beim Weddinger Handballverein BSC Rehberge und galt in den 1950er Jahren als einer der besten Torhüter weltweit. Er spielte oft für die (West-)Berliner Stadtmannschaft im Handball.
Pankonin stand von 1951 bis 1958 im Aufgebot der Nationalmannschaft. Pankonin bestritt insgesamt 17 Länderspiele, wovon er 15 in der Halle sowie 2 auf dem Feld bestritt. Er stand im gemeinsamen Aufgebot des Deutschen Handballbundes und des Deutschen Handballverbandes bei der Weltmeisterschaft (WM) 1954 (2. Platz) und der WM 1958 (3. Platz).